# Cow boy dilettante
Cow boy dilettante (Out West with the Hardys) è un film western del 1938.

## Trama
Un giudice proveniente dal più civilizzato Est e la sua famiglia si trasferiscono in una fattoria dell'Ovest. Il giudice ha un figlio antipatico e borioso ma che trova pane per i suoi denti quando incontra la giovanissima figlia di un cowboy che gli insegnerà a vivere, il ragazzo finirà per innamorarsi e sposare la ragazza.